# Red Lodge (Suffolk)
Red Lodge is een civil parish in het bestuurlijke gebied Forest Heath, in het Engelse graafschap Suffolk.